# Ентчке, Виллибальд
Виллибальд Карл Ентчке (1911—2002) — австрийский физик.

## Биография
Работал в Венском университете до 1948 года, в 1948—1956 годах — в Иллинойском университете.
В 1956—1970 и в 1976—1980 годах — профессор Гамбургского университета (в 1959—1970 годах — первый директор DESY. В 1971—1975 годах — генеральный директор ЦЕРН.
Исследования по физике высоких энергий и ускорительной технике.